# ADSL Annex B
Annex B — разновидность стандарта ADSL для передачи высокоскоростных данных совместно с ISDN-телефонией или охранной сигнализацией.
Для работы ADSL-модема Annex B совместно с охранной сигнализацией необходима поддержка этого режима со стороны провайдера или оператора, предоставляющего услугу Интернет.
В соответствии со стандартом Annex B имеет следующее частотное распределение ADSL/ISDN:
В случае использования ISDN-телефонной линии (или линии с установленной охранной сигнализацией) первые 27 каналов не могут быть использованы, так как их занимает сигнал ISDN. Поэтому ADSL Annex B использует каналы с 33 по 57 для передачи данных и каналы с 63 по 255 – для приёма данных, что сделало возможным его применение и на линиях POTS с охранной сигнализацией.
Сплиттеры для стандарта Annex A и Annex B различные, однако полоса пропускания сплиттера стандарта Annex A охватывает и частоты стандарта Annex B.
ADSL-модемы обычно поддерживают только один из двух упомянутых стандартов.
Но для замены поддерживаемого модемом стандарта достаточно заменить только программную часть (прошивку).